# Majorité sexuelle en Europe

– 14
– 15
– 16
– 17
– 18

La majorité sexuelle est l'âge à partir duquel un mineur civil peut entretenir une relation sexuelle avec un adulte sans que cet adulte commette une infraction pénalement réprimée.
Les deux partenaires doivent avoir atteint la majorité sexuelle légale pour consentir à des actes à caractère sexuel. Les personnes dont l'âge est inférieur à celui de la majorité sexuelle ne peuvent, légalement et par définition, donner leur consentement. Des relations sexuelles entre de telles personnes peuvent être sanctionnées comme étant un crime au même titre qu'un viol ou un attentat à la pudeur. Un rapport consenti entre personnes dont l'une au moins n'a pas atteint l'âge de consentement peut être puni au titre de « viol aux yeux de la loi » ou un terme similaire.
Historiquement, l'âge de la majorité sexuelle s'applique à des relations hétérosexuelles Les lois actuelles ont explicitement reconnu les différentes relations sexuelles pouvant exister entre personnes mais les circonstances de survenue peuvent affecter le statut juridique légal. De ce fait, l'âge de la majorité sexuelle peut être différent à l'intérieur des mêmes juridictions. C'est ainsi que l'âge de consentement peut être différent s'il s'agit d'homosexualité ou si l'acte sexuel est différent d'une pénétration vaginale. Les âges de consentement peuvent également différer si l'un des partenaires a autorité sur l'autre (relations enseignant-étudiant par exemple ou tuteur, etc.).
REMARQUES : La plupart des textes de lois cités dans le corps de cet article font référence à des traductions (officielles ou non) trouvées en langue anglaise sur Internet. Ils ont été traduits en français à partir de ces traductions anglaises et, pour un très petit nombre d'entre eux, ils le sont à partir de leur langue originelle. Les textes de lois sont susceptibles d'amendement. L'article est à jour, à la date du 29 avril 2009.

## Généralités
L'âge de la majorité sexuelle varie suivant les juridictions européennes. L'Espagne avait l'âge de la majorité sexuelle le plus bas (13 ans) avant qu'il soit élevé à 16 ans au 1er juillet 2015, le plus bas est maintenant de 14 ans dans 14 pays dont l'Allemagne, l'Italie et le Portugal, alors que le plus élevé est de 18 ans pour la Turquie, le Vatican et Malte.
D'autres variables sont à prendre en considération et peuvent constituer des exceptions tels que l'âge très jeune des protagonistes qui peut être une circonstance atténuante à Chypre et en Grèce (cette exception s'applique uniquement aux relations hétérosexuelles et saphiques à l'exclusion de homosexualité masculine). L'âge de la majorité sexuelle est plus élevé pour ce qui est des relations homosexuelles masculines à Gibraltar et en Grèce (il faut avoir plus de 18 ans) et à Guernesey.
L'âge de la majorité sexuelle partout ailleurs en Europe est indépendante de l'orientation sexuelle et/ou du sexe des protagonistes.
| Âge | Pays (les liens pointent pointent vers le paragraphe dédié) |
| --- | --- |
| 14  | Albanie, Autriche, Bulgarie, Bosnie-Herzégovine, Estonie, Allemagne, Hongrie, Italie, Liechtenstein, Macédoine du Nord, Monténégro, Portugal, Saint-Marin, Serbie                                            |
| 15  | Croatie, République tchèque, Danemark, Iles Féroé, France, Grèce, Islande, Monaco, Pologne, Roumanie, Slovaquie, Slovénie, Suède                                                                             |
| 16  | Andorre, Arménie, Azerbaïdjan, Biélorussie, Belgique, Espagne, Finlande, Géorgie, Kazakhstan, Lettonie, Luxembourg, Moldavie, les Pays-Bas, Chypre du Nord, Norvège, Russie, Suisse, Ukraine, le Royaume-Uni |
| 17  | Chypre, Irlande |
| 18  | Malte, Turquie, le Vatican |

## Conventions internationales
Le continent européen est régi par une multitude de droits nationaux mais aussi par deux droits supranationaux différents : le droit du Conseil de l'Europe, le droit de l'Union européenne.

S'il n'existe pas de norme directe sur le sujet, il existe des normes coordonnant la lutte contre la pédopornographie et donc définissant une minorité sexuelle active - âge en-dessous duquel il est interdit de faire commerce de sa propre sexualité ou de celle d'un autre.

## Par pays

### Allemagne
L'âge de la majorité sexuelle est à 14 ans en Allemagne dans la mesure où une personne de 21 ans ou plus n'exploite pas un jeune adolescent de moins de 16 ans réputé incapable de donner son consentement éclairé. Dans ce rare cas particulier, la condamnation d'un individu majeur de 21 ans nécessite le dépôt d'une plainte émanant de la plus jeune des parties ; le fait d'avoir des relations sexuelles avec un mineur de cet âge ne constituant pas un délit en soi. Article 182 (1) indique également qu'il est illégal de se livrer à une activité sexuelle avec un enfant âgé de moins de 18 ans en profitant d'une situation d'exploitation.
En effet, les articles 176 (s'appliquant aux abus sexuels sur des enfants) et 182 (s'appliquant aux abus sexuels d'adolescents) disposent :
Article 176 : 

« Quiconque commet des actes sexuels sur une personne âgée de moins de quartorze (14) ans, même si cette dernière l'y a autorisé, sera condamné à une incarcération allant de six mois à dix ans. »

Article 182 : 

« Toute personne de plus de 21 ans qui abuse d'une autre personne de moins de seize (16) ans ; par cela:

1. commet un acte à caractère sexuel de son fait ou avec l'autorisation de la personne ou

2. incite une personne à commettre des actes sexuels sur une tierce personne ou l'autorise à pratiquer de tels actes, et, de ce fait, exploite le manque de capacité de la victime à s'autodéterminer, sera puni par un emprisonnement ne pouvant excéder trois (3) ans ou d'une amende. [...] l'acte ne sera poursuivi que sur une plainte à moins que l'autorité chargée des poursuites n'exige, ex-officio, de soumettre le cas en raison d'un intérêt particulier pour la société [...] la Cour peut se passer de punition en s'appuyant sur ces articles si, considérant la conduite de la personne contre laquelle l'acte a été perpétré, elle juge le préjudice léger. »

#### Historique
Les âges de 14 et 16 ans auxquels la majorité sexuelle est acquise en Allemagne ont été établis après la réunification allemande par la réforme du Code Pénal de 1994. Alors que les actes sexuels avec des enfants sont longtemps restés illégaux aussi bien en République fédérale d'Allemagne qu'en République démocratique allemande, le code pénal en vigueur en République fédérale définit simplement que seuls des actes sexuels entretenus avec « une fille [à la réputation] sans tache » et âgée de moins de 16 ans sont punissables. Par contre, en République fédérale, les actes sexuels, quels qu'ils soient, au sein de relations hétérosexuelles avec des personnes de 14 à 16 ans, sont punis si le « manque de maturité morale » de ces personnes est exploité par l'offre de cadeaux, la promesse de profits ou n'importe quel autre « moyen de persuasion » dans le but d'obtenir des relations sexuelles ou leur équivalent.
En application du paragraphe 175 du Code pénal de la République fédérale d'Allemagne, l'homosexualité a été illégale jusqu'en 1973. À la suite de deux révisions du code pénal en 1969 et 1973, seule l'homosexualité masculine était punie, si elle était pratiquée avec un mineur de 18 ans. Ce paragraphe 175 devait être aboli pour des raisons d'égalité des deux sexes vis-à-vis de l’âge au consentement. Les relations saphiques et l'homosexualité masculine entre personnes majeures de 18 ans ont été légalisées dans la République démocratique en 1968. L'homosexualité a été totalement légalisée en 1988 lorsque le paragraphe 151 du Code Pénal Allemand de l'Est a été abrogé.

### Andorre
L'âge de la majorité sexuelle est de 16 ans en Andorre comme spécifié par l'article 206 du Code Criminel Andoran : « Quiconque qui, sans violence ou intimidation, aura eu des relations charnelles avec un mineur âgé de plus de quatorze (14) ans et de moins de seize (16) ans sera puni, au maximum, d'un emprisonnement de six (6) ans. »

### Arménie
L'âge de la majorité sexuelle est de 16 ans en Arménie comme spécifié par l'article 141.

### Autriche
La majorité sexuelle est acquise à 14 ans en Autriche. Une exception concerne les partenaires âgés de treize (13) ans que la loi autorise à avoir des rapports sexuels à condition que leur différence d'âge soit inférieure à trois ans. L'article 207 du Code pénal autrichien couvre les relations sexuelles sans pénétration chez des sujets très jeunes. Auquel cas, exceptionnellement, la loi permet une différence d'âge de quatre (4) ans entre les partenaires pour autant que le plus jeune d'entre eux soit âgé d'au moins douze ans.
Cependant, l'article 207b du code pénal dispose qu'il est illégal de se livrer à des actes sexuels avec un enfant âgé moins de 16 ans qui n'est pas suffisamment mûr pour comprendre la signification de l'acte.

#### Historique
Antérieurement à cet article, le Code pénal autrichien avait fixé la majorité sexuelle à 18 ans pour les cas d'homosexualité dans laquelle l'autre partenaire était âgé de 14 à 18 ans (Article 209 du Code pénal autrichien) alors qu'il n'existait pas de jurisprudence équivalente pour les relations hétérosexuelles. Un amendement a été déposé devant le Parlement en novembre 1996 en vue d'abroger l'article 209 mais a été repoussé. Un amendement similaire, introduit au mois de juillet 1998, a subi le même sort à la suite du vote de la majorité conservatrice.
Le 24 juin 2002, la Cour constitutionnelle autrichienne a jugé l'article 209 contraire à la constitution et il a été abrogé le 14 juillet 2002. Le 9 juillet 2003, la Cour européenne des droits de l'homme a considéré, dans l'arrêt L. & V. et S.L. contre Autriche, que l'article 209 du Code Pénal Autrichien violait les articles 8 et 14 de la Convention européenne des droits de l'homme.

### Biélorussie
L'âge de la majorité sexuelle est de 16 ans en Biélorussie ainsi que spécifié aux articles 168 et 169 du Code pénal biélorusse : « Les relations sexuelles, la sodomie, le saphisme ou tout autre acte à caractère sexuel de la part d'un adulte âgé de plus de seize ans avec une personne qui n'a manifestement pas atteint l'âge de seize ans, en l'absence de rattachement aux délits prévus aux articles 166 et 167 du présent Code, est puni de privation de liberté pour une durée de deux à quatre années ou d'un emprisonnement de deux à cinq ans » et 

### Belgique
L'âge de la majorité sexuelle est de 16 ans accomplis en Belgique sauf s'il s'agit des membres d'une même famille. Il est, dans ce cas, porté à 18 ans : 

« Tout attentat à la pudeur, commis sans violence ou menace, par un parent ou par une personne qui en a la charge, sur un enfant, quel que soit son sexe, de moins de seize ans accomplis, sera puni d'emprisonnement pour une durée allant de cinq (5) à dix (10) ans.
Sera puni d'un emprisonnement allant de dix à cinquante ans tout attentat à la pudeur commis, sans violence ni menace, par un parent ou un parent adoptif, sur la personne d'un mineur, même âgé de plus de seize ans mais non émancipé du fait de mariage, y compris avec l'aide de ce mineur. La même pénalité sera plus sévère si le parent est SOIT le frère ou la sœur de la victime ou tout autre personne qui occupe la même position au sein de la famille SOIT toute personne qui, habituellement ou occasionnellement, cohabite avec ou a autorité sur le mineur. »

 Les peines encourues en cas d'infraction sont graduées, en fonction de l'âge de la victime, selon des paliers fixés à 10, 14 et 16 ans.
En Belgique, l'âge de majorité sexuelle est fixé à 16 ans pour tout acte sexuel (art. 372 : « Tout attentat à la pudeur commis sans violences ni menaces sur la personne ou à l'aide de la personne d'un enfant de l'un ou de l'autre sexe, âgé de moins de seize ans accomplis, sera puni de la réclusion (de cinq ans à dix ans) »).

#### Historique
Le Code pénal belge spécifiait à cet article, depuis la loi du 8 avril 1965, un âge de majorité sexuelle de 18 ans pour les rapports homosexuels (article 372 bis). Cet article a été aboli par la loi du 18 juin 1985, en même temps que l'article 377 alinéa 3.

### Bosnie-Herzégovine
L'âge de la majorité sexuelle est de 14 ans en Bosnie-Herzégovine. Cet âge n'est pas explicitement mentionné par la législation mais l'article 207 portant sur les rapports sexuels avec un enfant dispose : « Toute personne qui a des rapports sexuels ou toute autre acte sexuel équivalent avec un enfant, sera puni d'emprisonnement pour un temps variant de un à huit ans. ». Il est complété par l'article 2(8) qui dit: « Un enfant, comme défini dans le présent Code, est une personne qui n'a pas atteint l'âge de quatorze (14) ans. ».

### Bulgarie
L'âge de la majorité sexuelle est fixé à 14 ans par le Code pénal bulgare. Toutefois, l'article 151(2) de ce même code émet une réserve pour les enfants âgés de plus de 14 ans qui « ne comprennent pas les caractéristiques ou l'importance de l'acte. »

### Croatie
L'âge de la majorité sexuelle est de 14 ans pour la Croatie. La législation exclut les relations sexuelles avec un enfant tel qu'il est défini plus loin dans le code pénal en tant qu'individu âgé de moins de 14 ans.

#### Historique
L'homosexualité était illégale jusqu'en 1977 lorsque la Croatie, faisant alors partie de la république fédérative socialiste de Yougoslavie, a modifié son code pénal, dépénalisant l'homosexualité et, donc, supprimant toutes les dispositions discriminatoires concernant les actes à caractère sexuel. L'âge de la majorité sexuelle a été uniformisée pour les rapports homosexuels et les rapports hétérosexuels.

### Chypre
L'âge de la majorité sexuelle pour « les relations charnelles et ou la fornication » est de 17 ans. Il s'applique aussi bien aux homosexuels qu'aux hétérosexuels (article 154 du Code pénal chypriote).

#### Historique
Jusqu'en 1998, l'homosexualité était strictement interdite en application de l'article 171 du Code pénal chypriote (1929). En 1989, Alecos Modinos, président du Mouvement chypriote de libération des homosexuels plaide un cas à la Cour européenne des droits de l'homme. En 1993, la juridiction statue en disant que l'interdiction de l'homosexualité est contraire à l'article 8 de la Convention européenne des droits de l'homme. Au mois de janvier 1995, le gouvernement chypriote dépose un Projet de Loi au Parlement chypriote visant à abolir l'article incriminé. Une violente opposition de l'Église fait repousser le Projet de Loi par la Commission des Lois au Parlement. La Commission européenne met en garde Chypre en arguant que le pays doit suivre les règles de la Cour européenne. Au mois de mai 1997, le gouvernement tente de faire abroger le texte de loi. La force de l'opposition fait à nouveau échouer l'abrogation. Au mois d'avril 1998, le Conseil de l'Europe établit la date limite du 29 mai 1998 pour que le pays se mette en conformité avec la décision de la Cour européenne de droits de l'homme. Le 21 mai 1998, la Maison des représentants chypriote vote la légalisation de l'homosexualité par 36 voix contre 8, mais la majorité sexuelle est portée à 18 ans contre 16 pour l'âge de la majorité sexuelle des hétérosexuels.
En 2002, sous la pression de l'Union européenne, le parlement supprime cette inégalité[réf. nécessaire] et établit à 17 ans l'âge de la majorité sexuelle aussi bien pour les rapports homosexuels que pour les rapports hétérosexuels.

### Danemark
L'âge légal de la majorité sexuelle est de 15 ans au Danemark en accord avec le Code pénal danois qui dispose : « Toute personne qui a des rapports sexuels avec un enfant âgé de moins de quinze (15) ans [...] est justiciable d'un emprisonnement d'au maximum huit (8) ans. »

#### Historique
Après une importante réforme du code pénal en 1930, l'homosexualité masculine a été légalisée au Danemark pour une majorité sexuelle fixée à 15 ans. L'âge de consentement pour les rapports homosexuels était de 20 ans (les cas d'homosexualité étant peu fréquents et/ou peu connus à l'époque). En 1976, la majorité sexuelle a été fixée à 15 ans sans plus tenir compte du sexe des partenaires.

#### Îles Féroé
Bien que sous dépendance partielle du Danemark, ces îles sont indépendantes pour ce qui est du Code Pénal et sont traitées à leur place alphabétique.

### Espagne
Depuis 2015, l'âge de la majorité sexuelle est fixé à 16 ans par le Code pénal espagnol,.

#### Historique
L'homosexualité était dépénalisée en Espagne de 1822 à 1933 (à l'exception du délit d'« homosexualité invétérée » entre 1928 et 1932) et même si cela n'était pas spécifiquement mentionné, un certain nombre d'homosexuels ont été arrêtés au titre de la Ley de Vagos y Maleantes (« Loi réprimant les Paresseux et autres petits délinquants ») au cours de la seconde république espagnole. L'homosexualité était réprimée tout au long de la période franquiste, le caudillo ayant promulgué une loi spécifique dirigée contre les homosexuels dite « loi contre le péril social » (Ley de Peligrosidad Social). L'article 181f du nouveau code criminel promulgué en 1995 fixe l'âge de la majorité sexuelle à 12 ans pour tout type d'acte sexuel. L'âge a été porté de 12 à 13 ans en 1999; et en 2015 à 16,.

### Estonie
L'âge de la majorité sexuelle est de 14 ans en Estonie d'après le Code pénal estonien, article 145 qui traite des rapports sexuels avec un enfant : « Les personnes qui ont des rapports sexuels avec une personne mineure de 14 ans seront punies de trois (3) ans d'emprisonnement ».

#### Historique
L'article 118 du Code pénal estonien prohibant la sodomie, l'homosexualité masculine était illégale en Estonie. Après l'accession à l'indépendance du pays en 1991, l'âge de la majorité sexuelle en cas d'homosexualité masculine a été fixé à 16 ans alors qu'il était de 14 ans pour les personnes hétérosexuelles. L'âge de la majorité sexuelle a donc été ramené à 14 ans dans tous les cas de figure en 2001 à l'occasion d'un amendement de la loi.

### Finlande
Le Code pénal finnois, par son article 6(1) traitant des abus sexuels sur enfant, fixe la majorité sexuelle à 16 ans en Finlande : « Toute personne qui a des rapports sexuels avec un enfant mineur de 16 ans (…) sera traduit en justice pour abus sexuel et purgera une peine de prison de quatre (4) ans tout au plus. »

#### Historique
Jusqu'en 1971, la loi finlandaise prohibait l'homosexualité. Après dépénalisation, l'âge de la majorité sexuelle a été fixée à 18 ans pour les rapports homosexuels et à 16 pour les rapports hétérosexuels. En 1998, bien que le gouvernement finnois ait proposé un âge de majorité sexuelle à 15 ans, le Parlement a institué un âge de 16 ans pour toute forme d'actes sexuels.

### France
D'après l'article 222-22 du Code pénal, « Constitue une agression sexuelle toute atteinte sexuelle commise avec violence, contrainte, menace ou surprise ».
L'article 222-22-1 nouveau du Code pénal dispose que le viol, lorsqu'il est commis sur la personne d'un mineur de 15 ans, « la contrainte morale ou la surprise sont caractérisées par l'abus de la vulnérabilité de la victime ne disposant pas du discernement nécessaire pour ces actes ».
Cependant il ne s'agit aucunement d'une présomption d'absence de consentement. Cela a été confirmé par l'avis du Conseil d'État en date du 15 mars 2018 qui rejette toute présomption d'absence de consentement du mineur de 15 ans.
Ainsi, l'article 2 de la loi du 3 août 2018 apporte seulement des éléments pour faciliter la reconnaissance de l'absence de consentement du mineur, notamment par la différence d'âge ou l'autorité de la personne sur le mineur.
La loi du 21 avril 2021 fixe un âge de 15 ans en dessous duquel il ne peut y avoir consentement avec un adulte à partir du moment où la différence d'âge dépasse 5 ans. Cet âge passe à 18 ans en cas d'inceste.

#### Historique
La loi du 28 avril 1832 a introduit dans le droit français, par la modification de l’article 331 du Code pénal, un seuil de « majorité sexuelle », fixé alors à 11 ans. Ce seuil a été repoussé à 13 ans par la loi du 13 mai 1863, puis 15 ans par l’ordonnance du 2 juillet 1945. À noter qu’il s’agit à cette date (un troisième alinéa ayant été introduit cinq mois auparavant) d’une majorité sexuelle restrictive, dans le cadre de relations strictement hétérosexuelles.
L’homosexualité était interdite par la loi française jusqu’en 1791. Entre le 25 juillet et le 6 octobre 1791, le Code pénal est adopté. Il ne fait aucune mention des lois anciennes concernant la sodomie ou de tout autre terme désignant les rapports homosexuels. Cette dépénalisation fut confirmée par le Code pénal de 1810.
En 1942, le régime de Vichy établit qu’il ne peut être donné de consentement valable pour un acte à caractère homosexuel qu’à partir de l’âge de 21 ans alors qu’il était de 13 ans pour les actes hétérosexuels ; ce seuil est abaissé à 18 ans en 1974 en même temps que la majorité civile, et enfin la loi du 4 août 1982, en supprimant l’alinéa 2 de l’article 331, abolit la distinction discriminatoire créée en 1942 entre rapports homosexuels et rapports hétérosexuels dans la définition de l’âge de consentement.

### Géorgie
L'âge de la majorité sexuelle est de 16 ans en Géorgie, prévu par les articles 140 et 141 du Code pénal géorgien.

### Grèce
L'âge de la majorité sexuelle est de 15 ans en Grèce (elle était pour les relations homosexuelles masculines, avant le 22 décembre 2015, de 17 ans).
L'article 339(1) du Code pénal grec spécifie : « Toute personne qui commet un attentat à la pudeur sur une personne de moins de quinze (15) ans ou enjoint cette personne à commettre ou à subir un tel acte par duperie, est passible comme suit... » Cependant, l'article 347 renferme d'autres cas d'interdiction tel que la « séduction » d'un jeune homme si le protagoniste est un adulte (entre autres interdictions concernant toute personne ayant autorité sur la victime et actes lubriques). La loi grecque établit l'âge de la majorité civile à 18 ans. Il en découle que l'âge de la majorité pour des relations homosexuelles est de 17 ans, avec une exception pour un âge compris entre 15 et 18 ans, proches de l'âge légal[réf. nécessaire]

#### Historique
L'homosexualité a été légalisée en Grèce en 1951[réf. nécessaire].

### Hongrie
L'âge de la majorité sexuelle est de 14 ans en Hongrie ainsi que spécifié au Code pénal hongrois, article 201 concernant la « séduction » : 

« Toute personne ayant des rapports sexuels avec une personne qui n'a pas quatorze (14) ans révolus, ainsi que toute personne qui a 18 ans révolus et qui a des rapports sexuels avec une personne qui n'a pas quatorze (14) ans révolus, commet un crime et est passible d'un emprisonnement de 1 à 5 ans. »

#### Historique
L'homosexualité était illégale en Hongrie jusqu'en 1961. Une fois dépénalisée, l'âge de la majorité sexuelle pour donner son consentement à un acte à caractère homosexuel était de 20 ans jusqu'en 1978. À partir de cette date et jusqu'en 1999 l'âge pour donner un consentement recevable pour de tels actes a été abaissé à 18 ans (article 199 du Code pénal hongrois). En 2002, La Cour constitutionnelle hongroise abroge l'article 199 et abaisse l'âge de la majorité à 14 ans pour les actes à caractère homosexuel pour les aligner sur ceux à caractère hétérosexuels.

### Islande
L'âge de consentement est de 15 ans en Islande comme indiqué dans le Code pénal islandais : « Toute personne qui a des relations charnelles ou des relations sexuelles intimes avec un enfant mineur de 15 ans sera passible d'emprisonnement pour une durée de un an au moins et de 16 ans au plus. »

### Îles Féroé
L'âge de la majorité sexuelle aux Îles Féroé est de 15 ans : « Toute personne qui a des rapports sexuels avec un mineur de 15 ans sera puni de six (6) ans de prison. » Cependant, l'âge de la majorité sexuelle est porté à 18 ans pour les personnes de confiance (ex. : enseignants) : « Toute personne qui a des rapports sexuels avec une autre personne âgée de moins de 18 ans qui est un enfant adopté(e), un beau-fils/belle fille ou un enfant adoptif; ou les enseignants ou éducateurs à qui on a fait confiance, sera puni de quatre (4) années de prison. »

### Irlande
L'âge de consentement est de 17 ans en république d'Irlande pour ce qui est des « contacts charnels », quel que soit le sexe des protagonistes ou/et leur orientation sexuelle. Lorsqu'il n'y a pas de contact charnel, l'âge de la majorité sexuelle est abaissé à 15 ans. Cependant, la notion même de « contact charnel » n'est pas clairement définie dans les textes. Les rapports sexuels avec un enfant de 15 ans révolus sont moins sévèrement réprimés que ceux avec un mineur de 15 ans. Toutes les peines sont inscrites au Criminal Law (Sexual Offences) Act de 2006.

#### Historique
L'âge de la majorité sexuelle pour des relations hétérosexuelles était inscrit dans le Criminal Law Amendment Act 1935. Grâce aux efforts du politicien David Norris, l'homosexualité a été dépénalisée en 1993 pour suivre les directives de la Cour européenne. Le nouveau droit pénal, le Criminal Law (Sexual Offences) Act 1993, établit la majorité sexuelle à 15 ans pour les actes d'« attentat à la pudeur importants » entre hommes mais sans définir ces actes.

### Italie
L'âge d'accession à la majorité sexuelle est fixé à 14 ans en Italie avec une clause d'exception autorisant les enfants âgés de 13 ans à avoir des rapports sexuels à condition que la différence d'âge entre les deux partenaires soit inférieure à trois ans. L'âge de donner son consentement est porté à 16 ans pour le cas où l'un des protagonistes est investi d'une quelconque autorité sur l'autre (par exemple un enseignant, un tuteur, un parent biologique ou adoptif, etc.). Il est également contraire à la loi d'autoriser un mineur à être le témoin d'actes sexuels pratiqués en sa présence, même si ce mineur n'y prend pas une part active.

### Kosovo
L'âge de la majorité sexuelle est de 18 ans au Kosovo. Il est indépendant du sexe et/ou de l'orientation des protagonistes.

### Lettonie
L'âge de la majorité sexuelle est de 16 ans en Lettonie, prévue par l'article 161.
Toutefois, l'article 162 interdit les « actes immoraux avec un mineur » mais il n'est pas clairement quelle est la définition des « actes immoraux ». Un mineur est une personne de moins de 18 ans.
L'essentiel de la législation est spécifié par l'article 161 du Code Pénal Letton portant sur la pénétration sexuelle, la pédérastie et le saphisme avec une personne mineure de seize ans. Ce code dispose : « Toute personne qui a des rapports, sexuels, de pédérastie, de saphisme ou contraires à la nature, avec une autre personne qui n'a pas atteint l'âge de seize (16) ans et qui est sous la dépendance financière ou autre de l'accusé(e), ou si le fait a été commis par une personne ayant atteint sa majorité, la peine encourue sera d'un emprisonnement pour une durée ne dépassant pas quatre ans. »

#### Historique
Jusqu'en 1992, l'homosexualité masculine était illégale au regard de l'article 124 du Code pénal letton. Cet article a été abrogé par le parlement letton et l'âge de la majorité sexuelle en matière d'homosexualité établi à 18 ans. En 1998, le parlement entérine un nouveau Code pénal contenant un système complexe de procédures pénales en fonction des délits sexuels invoqués : l'âge de la majorité sexuelle pour tous les actes sexuels autres que la pénétration vaginale était de 14 ans; pour la pénétration vaginale c'était de 16 (avec une clause d'âge proche qui a permis les enfants de 14 et 15 ans à avoir des rapports sexuels avec une personne de moins de 18 ans). En 2001, la loi a été modifiée afin de clarifier la situation et confirmer que l'âge du consentement est de 16 pour tous les actes (seulement une personne âgée de 18 ans ou plus peut être puni pour avoir des rapports sexuels avec un enfant de 14 ou 15 ans).

### Lituanie
L'âge de la majorité sexuelle est de 16 en Lituanie, comme spécifié par l'Article § 151.1 du Code Pénal lituanien, introduit par la loi du 2 juillet 2010.
Avant 2010, l'âge de la majorité sexuelle était 14, ainsi que spécifié par le Code Pénal lituanien au paragraphe 153. Cependant, l'âge pour donner son consentement éclairé n'était pas explicitement inscrit dans cet article de loi, il avait été établi par la jurisprudence du pays.
L'article paragraphe 151(1)-2 du Code criminel lituanien constitue une exception à la règle par le fait qu'il interdit toute relation sexuelle, quelle qu'elle soit, avant l'âge des 18 ans de l'enfant (garçon ou fille), aux parents, gardiens, et, plus généralement à quiconque ayant, de fait, la responsabilité directe de l'enfant.

#### Historique
L'homosexualité masculine était proscrite en Lituanie au titre de l'article 1221 du Code pénal lituanien jusqu'en 1993 puis abrogé à cette date. La nouvelle loi instaure l'âge de la majorité sexuelle à 17 ans pour les fellation s comme pour la sodomie, à 16 ans pour tous les autres actes à caractère sexuel et à 14 ans pour les relations saphistes et hétérosexuelles. La loi a été amendée en 2004 pour ramener l'âge de la majorité sexuelle à 14 ans quel que soit le type d'acte sexuel. L'âge de la majorité sexuelle de toute activité sexuelle (hétérosexuelle et homosexuelle) a été porté à 16 en 2010.

### Luxembourg
L'âge légal de consentement est de 16 ans au Luxembourg comme explicité à l'article 372 du Code pénal luxembourgeois : « Tout attentat à la pudeur commis sans violence ni menace, par une personne ou en aidant une personne, sur un enfant de l'un ou l'autre sexe, âgé de moins de seize (16) ans, sera puni d'un emprisonnement de un (1) à cinq (5) ans. » « La peine de prison sera de cinq (5) à dix (10) ans si l'enfant est mineur de 11 ans. »
L'article 375 du Code pénal luxembourgeois précise que tout acte de pénétration sur mineur de 16 ans commis par un adule sera considéré comme un viol et sera puni de 10 à 15 ans de prison.

### Malte
L'âge de la majorité sexuelle est de 18 ans. Les rapports sexuels - normalement par des personnes de plus de 18 ans - avec des enfants dont l'âge est compris entre 12 et 18 ans peuvent être considérés comme une « flétrissure de mineur » « au moyen d'actes obscènes » ou comme « corruption de mineur », qui, à la discrétion du procureur et des juridictions et selon les circonstances, peuvent aboutir à une condamnation.
Le chapitre 9, art. 201 des lois de Malte (Présomption de violences dans les cas de relations charnelles et d'attentat à la pudeur) dispose :
- Article 201 : « La relation charnelle[6] illicite ou tout autre attentat à la pudeur, sera présumé accompagné de violences
(a) lorsque commis sur toute personne âgée de moins de douze (12) ans
(b) lorsque la victime était incapable de résister en raison d'une débilité physique ou psychique, ou pour toute autre cause indépendante de l'acte du délinquant, ou conséquemment à un quelconque moyen mis en œuvre par le délinquant[50] »

La punition consiste en un emprisonnement pour une durée de trois à neuf ans, avec ou sans isolement (cellulaire), comme décrit à l'article 198 (Viol ou relations charnelles avec violences). La punition est susceptible d'être aggravée dans certains cas faisant l'objet de l'article 202, tel qu'un âge de la victime inférieur à neuf ans.
Le Chapitre 9, art. 203 des lois de Malte (« Flétrissure de mineur ») dispose :
- Article 203 : « Quiconque, par des actes obscènes, flétrit un mineur de l'un ou l'autre sexe, sera, en cas de culpabilité, justiciable d'un emprisonnement pour une durée maximum de trois ans, avec ou sans isolement [cellulaire] [...][50] »

La loi a prévu un certain nombre de circonstances aggravantes à cette base : abus d'autorité parentale ou de position dominante lorsque la victime est un mineur de 12 ans et si le délit a été commis au moyen d'intimidations ou de tromperie. Il n'y a pas de définition de l'âge minimum que doit avoir le prévenu. Cela veut dire que même un autre mineur peut être déclaré coupable de ce délit, bien qu'il n'y ait pas d'exemple de poursuites dans ce cas de figure.
L'âge de la majorité civile est défini à l'article 188 du chapitre 16 des lois civiles de Malte:
- Article 188 (1) : « L'âge de la majorité est fixé à dix-huit ans révolus[52]. »

L'application de l'article 203 requiert trois conditions : un mineur sexuel, un acte obscène et une flétrissure.

« Pour qu'une faute soit reconnue et mis à part l'élément officiel de la faute, il doit y avoir acte obscène (atto di libidine) et flétrissure. L'obscénité doit avoir été commise sur le mineur ou en présence de celui-ci. Tous actes qui, soit par leur nature même soit par les circonstances au cours desquels ils ont été perpétrés, soit inspirés par le désir de satisfaire un appétit sexuel, que ce soit celui du prévenu ou celui de la victime, et capables d'éveiller l'intérêt sexuel de cette dernière, sont des actes réputés obscènes au regard la législation en question. »

 Cela veut dire qu'au titre de cet article, il n'est pas nécessaire d'avoir de rapports sexuels. Un simple comportement jugé à « caractère sexuel » suffit pour être poursuivi et inculpé : un baiser a été jugé par la cour pénale de Malte comme assimilable à un « acte obscène » ou encore le fait d'envoyer des messages à connotation sexuelle par SMS.
Le terme de « flétrissure » doit être replacé dans le contexte. Par exemple : Une personne sexuellement mûre (même si elle est mineure) ne peut être flétrie. En 2007, un homme de 30 ans est blanchi de l'accusation de flétrissure à l'encontre d'un garçon âgé de 14 ans. L'homme a apporté la preuve que l'enfant s'était rendu à son domicile et y était resté après que l'homme se fut exhibé et commis des actes obscènes. La cour a estimé que leur relation sexuelle était liée à la fois à la curiosité du jeune garçon et à ce qu'elle a qualifié de ruse de l'adulte. En 2008, deux frères, âgés de 19 et 20 ans, ont été déclarés non coupables après avoir flétri une fille, alors âgée de 16 ans, car leur relation sexuelle était consensuelle et il était évident que la plaignante avait antérieurement eu plusieurs aventures avec différents jeunes garçons,. Dans d'autres cas, l'accusé a été acquitté, bien que les circonstances ne soient pas bien claires comme le montre le procès d'une fille de 14 ans qui traduisit en justice un gérant d'hôtel de 35 ans pour d'avoir abusé d'elle au cours de vacances, celui de trois filles de 14 ans à l'encontre d'adolescents de 18, 19 et 20 ans. un gérant d'hôtel de 46 ans a été blanchi de flétrissure à l'encontre d'un jeune garçon de 14 ans pour la raison que ce dernier avait eu, depuis longtemps, de multiples aventures avec des personnes de rencontre.
Les termes de la loi ne font pas de distinction en fonction des orientations sexuelles des personnes. Cependant, une discrimination peut apparaitre selon les délits. « L'orientation sexuelle peut avoir une plus grande incidence si le mineur et le prévenus sont du même sexe étant donné que certains parents renonceraient à des poursuites judiciaires si leur enfant de 17 ans avait des rapports hétérosexuels mais le feraient en cas d'homosexualité. »
Le mariage est autorisé à partir de 16 ans à Malte, ce qui, en théorie, permet d'émettre l'hypothèse d'un recours en justice d'une femme (ou d'un mari) en se basant sur cet article de la loi. Ce problème n'a jamais été soulevé.
Le concept d'interdit lié à l'âge (présent, par exemple, dans la législation canadienne) n'existe pas dans la législation maltaise si bien que des relations sexuelles entre un partenaire âgé de 17 ans et un autre de 18 peuvent constituer une flétrissure sur mineur, en fonction des circonstances et nonobstant la proximité de leurs âges respectifs.

### Moldavie
L'âge de la majorité sexuelle en Moldavie est 16 ans, par Article 174, et Article 175.

### Norvège
L'âge de la majorité sexuelle est fixée à 16 ans par le Code pénal de Norvège ainsi qu'indiqué au Paragraphe 196 : 

« Toute personne qui commet ou aide à commettre un attentat à la pudeur sur une personne mineure de seize (16) ans sera passible de prison pour une durée qui ne peut excéder cinq (5) ans. »

Les actes à caractère sexuel commis par des personnes d'âge ou de développement intellectuel similaires ne sont pas répréhensibles[réf. nécessaire].

### Pays-Bas
Le Code pénal néerlandais fixe l'âge de la majorité sexuelle à 16 ans aux Pays-Bas (articles 245 et 247) :
- Article 245 : « Toute personne qui, hors mariage, commet quelque acte indécent ou a un rapport sexuel avec une autre personne majeure de douze (12) ans mais n'ayant pas atteint l'âge de seize (16), est passible d'un emprisonnement n'excédant toutefois pas huit (8) ans ou d'une amende de cinquième catégorie. »
- Article 247 : « Toute personne qui,
sur une personne dont elle sait qu'elle est inconsciente ou physiquement incapable de résister ou souffrant d'un retard mental ou d'une affection mentale qui le rend incapable ou pas suffisamment capable d'exprimer sa volonté en la matière ou de résister, se livre à des actes indécents,
ou qui, sur une personne n'ayant pas encore atteint l'âge de seize (16) ans, à l'exception d'être mariés, se livre à des actes indécents,
ou par laquelle cette dernière est entraînée par ruse à commettre de tels actes, ou à se soumettre à de tels actes, à l'exception du mariage, par une tiece personne,
est passible d'un emprisonnement n'excédant pas six ans ou d'une amende de quatrième catégorie[64]. »

#### Historique
Le Code pénal néerlandais spécifiait à l'article 248 bis, en vigueur entre 1911 et 1971, un âge de majorité sexuelle de 21 ans pour les rapports homosexuels.

### Pologne
L'âge de la majorité sexuelle est de 15 ans en Pologne selon l'article 200 du Code pénal polonais:
- Article 200, §1 : « Quiconque incite un(e) mineur(e) de 15 ans à des rapports sexuels ou lui propose un acte à caractère sexuel ou la soumet à un tel acte sera susceptible d'être privé de liberté pour un temps allant de 2 à 12 ans. »

(partie)

#### Historique
La Pologne n'a jamais introduit de législation prohibant l'homosexualité. En 1795 cependant, cette dernière était réprimée par les lois des pays occupants (voir Partitions de la Pologne). En 1932, après que le pays a récupéré sa souveraineté, le premier code pénal est promulgué, établissant l'âge de consentement, pour ce qui est des comportements sexuels, à 15 ans et nonobstant le sexe des parties.

### Portugal
Depuis le mois de septembre 2007, la loi a fixé l'âge de la majorité sexuelle à 14 ans au Portugal indépendamment des habitudes ou de l'orientation sexuelle ainsi qu'il résulte de la décision de la cour constitutionnelle portugaise légiférant sur la protection constitutionnelle des personnes. Cette dernière inclut explicitement l'orientation sexuelle, déjà présente officiellement dans la constitution portugaise de 2004. Depuis Septembre 2007, l'âge de la majorité sexuelle est officiellement inscrit dans le code pénal de 2007. Il est indépendant du sexe des protagonistes. Il est répréhensible de commettre un quelconque acte à caractère sexuel avec un mineur civil dont l'âge est compris entre 14 et 16 ans « en tirant profit de son inexpérience ».

#### Historique
L'homosexualité a été légalisée pour la première fois en 1852 au Portugal avec un âge de majorité sexuelle indépendant du sexe. En 1912, l'homosexualité redevient un délit avant d'être dépénalisée pour la seconde fois en 1945 avec un âge de consentement de 16 ans, en accord avec l'hétérosexualité. En 1995, le Nouveau Code Pénal introduit la notion de « circontances » en fonction des différents pratiques sexuelles des protagonistes, de leur sexe et/ou de leur orientation sexuelle[réf. nécessaire].

### République tchèque
L'âge auquel un jeune peut donner son consentement à des actes à caractère sexuel est de 15 ans en République tchèque. Il est spécifié dans le Code de procédure pénale (article 242) : « Toute personne qui a des rapports sexuels avec un enfant mineur de quinze (15) ans ou qui abuse sexuellement sexuellement de lui par quelque autre moyen sera condamné à unemprisonnement pour une durée de un an au moins et de huit ans au plus. »

#### Historique
L'homosexualité était illégale en Tchécoslovaquie jusqu'en 1961, date à laquelle un nouveau code pénal est entré en application et a décriminalisé l'homosexualité mais en a spécifié l'âge de la majorité sexuelle à 18 ans. En 1990, cette discrimination (ainsi que beaucoup d'autres) disparait et l'âge requis pour un consentement d'ordre sexuel a été aligné à 15 ans pour les rapports homosexuels comme pour les rapports hétérosexuels.

### Roumanie
L'âge de la majorité sexuelle est de 15 ans en Roumanie comme spécifié dans le Code criminel roumain à l'article 218 traitant des rapports sexuels avec un mineur civil : 

« Un rapport sexuel, quelle que soit sa nature, avec toute personne de l'autre sexe ou du même sexe, qui n'a pas atteint l'âge de 15 ans, sera puni d'un emprisonnement strict de trois (3) à dix (10) ans et privé de certains droits »

Le fait d'avoir des rapports sexuels avec un mineur civil dont l'âge est compris entre 15 et 18 ans est considéré comme viol par la législation dans deux cas :
1. La personne a abusé de son autorité ou de son influence envers la victime.
2. La personne est le tuteur, le curateur, le supérieur hiérarchique de la victime ou bien il pourvoit à ses soins d'une manière générale, lui prodigue des soins médicaux, ou veille à son éducation.

### Russie
Ainsi que spécifié par le Code criminel de la fédération de Russie, l'âge d'accession à une majorité sexuelle est de 16 ans. Cependant, seule une personne de plus de 18 ans peut être condamnée. Les peines sont relativement légères (maximum de quatre (4) ans de prison) comparativement aux peines encourues dans le reste de l'europe et sont indépendantes de l'orientation sexuelle et/ou du sexe des prévenus ainsi que du « degré d'obscénité de l'acte » (avec une peine éventuellement plus légère). S'il est prouvé que la victime est (ou était au moment des faits) dans l'incapacité de comprendre la nature et la conséquence du/des acte(s) qu'il commet (par exemple en raison de son très jeune âge ou d'une débilité mentale ou encore d'une affection mentale), l'acte sera considéré comme un viol et plus sévèrement puni (jusqu'à dix (10) ans de prison et même de quinze (15) si la victime est mineure de 14 ans). En cas de mariage, si l'une des personnes est âgée de plus de 14 ans mais mineure de 16, le fait d'avoir des rapports sexuels entre eux n'est pas un crime.

### Serbie
Il n'y a pas d'âge de majorité sexuelle clairement indiqué par un texte de loi précis mais uniquement une jurisprudence basée sur la limite d'âge minimum requis pour différents actes sexuels au chapitre 12 du Code pénal de la république de Serbie traitant des « crimes affectant la dignité et la moralité d'une personne »: http://www.osce.org/serbia/18244? download=true 
- Article 106 : répression des « actes obscènes » envers un enfant sans distinction de sexe
- Article 110 : répression des « actes obscènes » perpétrés sur un enfant de sexe masculin. Il n'y a aucune référence pour des « actes obscènes » perpétrés entre deux femmes pour le même délit.

#### Historique
L'homosexualité masculine était un délit en Serbie de 1977 à 1994, bien que la loi n'ait jamais été appliquée. En 1994, la loi indique que l'âge requis pour la sodomie entre hommes était de 18 ans (« Toute personne de sexe masculin exécutant une sodomie avec une autre personne du même sexe que lui est passible d'un (1) an de prison. ») et 14 ans pour tous les autres actes à caractère sexuel. Depuis 2006, la législation a introduit un âge de majorité sexuelle de 14 ans pour tous les actes à caractères sexuel sans distinction du sexe ni de l'orientation sexuelle des parties au titre de l'article 110 du Code Pénal serbe qui établit une peine de prison allant de un à huit ans pour un adulte exécutant un acte à caractère sexuel avec un garçon mineur de 14 ans. Il n'est pas fait référence du même délit entre deux femmes.
La province de Voïvodine a dépénalisé l'homosexualité en 1978 nivellant, par là même, l'âge de la majorité sexuelle quelle que soit la pratique sexuelle, l'orientation sexuelle et/ou le sexe des protagonistes. Cette législation a pris fin en 1990 lorsque la province de Vojvodina a perdu son autonomie en matière de législation.

### Slovaquie
L'âge de la majorité sexuelle est de 15 ans selon l'article 201 du Code criminel slovaque.

#### Historique
L'homosexualité était interdite en Slovaquie jusqu'en 1961, date à laquelle le nouveau code criminel a dépénalisé un tel comportement. Cependant, le paragraphe 244 de ce code établit à 18 ans l'âge minimum requis pour les actes à caractère homosexuel alors qu'il reste à 15 ans pour l'hétérosexualité. Le code pénal est amendé en 1990 pour traiter de la même façon les actes homosexuels et hétérosexuels. Le paragraphe 244 est abrogé ce qui a eu pour effet de porter l'âge de la majorité sexuelle à 15 ans dans tous les cas de figure.

### Slovénie
L'âge de la majorité sexuelle est de 15 ans. Il est clairement exprimé dans le préambule du chapitre traitant des délits à caractère sexuel : « L'âge légal de consentement pour des activités sexuelles est de 15 ans en Slovénie ». Est précisé à l'article 183 du même chapitre 19 traitant de l'attentat à la pudeur sur mineur de 15 ans : 

« toute personne qui a des rapports sexuels avec ou exécute un acte obscène sur une personne de même sexe ou de sexe opposé mineur de quinze (15) ans alors qu'il y a une disparité évidente entre la maturité de l'auteur du délit et celle de la victime, se verra condamner à un emprisonnement d'au moins six (6) mois et d'au plus cinq (5) ans. »

#### Historique
L'homosexualité masculine était prohibée jusqu'en 1959 en Slovénie comme cela était le cas pour tous les pays de l'ex-Yougoslavie. Le nouveau code pénal de 1977 dépénalise l'homosexualité et, donc, supprime toutes les dispositions discriminatoires concernant les actes à caractère sexuel. En 1995, l'âge de consentement est établi à 14 ans pour tous les cas de figure. Le code pénal est amendé en 1999 pour porter l'âge de la majorité sexuelle de 14 à 15 ans en même temps qu'est rajoutée la clause « une contradiction évidente entre la maturité du prévenu et celle de la victime ».

### Suède
L'âge de la majorité sexuelle est fixée à 15 ans par le chapitre 6 du Code pénal suédois portant sur les crimes sexuels. Cet âge de quinze ans est repris plusieurs fois, comme l'article 4 du présent code qui dispose : 

« Toute personne qui a un rapport sexuel avec un enfant mineur de 15 ans ou quelque autre acte à caractère sexuel avec un tel enfant qui, en fonction de la nature de l'infraction et des circonstances en général, est comparable à un rapport sexuel, sera inculpé de viol d'enfant et encourera une peine de prison pour une durée d'au moins deux (2) ans et d'au plus six (6) ans. »

La même peine s'applique à toute personne qui exécute un acte tel que décrit au paragraphe ci-dessus sur un enfant mineur de 18 ans et qui est sous la dépendance de l'auteur du crime ou sous la responsabilité de l'auteur du crime ou toute relation du même ordre avec l'auteur du crime ou ceux dont l'auteur du crime a la responsabilité ou la garde par décision d'une instance gouvernementale. Ce dernier paragraphe introduit la notion de poste de confiance du fautif qui porte, dans ce cas, l'âge de la majortité sexuelle de l'enfant à 18 ans.
L'article 14 du chapitre 6 du Code pénal a prévu une disposition pour les enfants d'âge très proche : « ...il ne sera pas prononcé de sentence s'il est évident que l'acte n'est pas un viol de l'enfant compte tenu de la faible différence d'âge entre l'auteur de l'acte et l'enfant est faible ainsi que dans d'autres circonstances. ». La loi ne précise pes ce qu'elle entend par « faible différence d'âge » ni par autres circonstances. Dans un verdict du 30 mars 2007, la Cour suprême de Suède a estimé qu'un garçon de 17 ans n'avait pas commis d'acte criminel en ayant eu des rapports sexuels avec une fille âgée de 14 ans et sept mois (Cas B 415-07).

#### Historique
L'homosexualité était prohibée en Suède depuis 1864. Elle a été dépénalisée en 1944 en même temps que l'âge de la majorité sexuelle était porté à 18 ans pour les rapports homosexuels alors qu'il était de 15 ans pour les actes à caractère hétérosexuel. Les deux ont été harmonisés à 15 ans en 1978.

### Suisse
L'article 187(1) du code pénal suisse fixe l'âge de consentement à 16 ans. Il existe une clause particulière pour les 14 à 16 ans lorsque la différence d'âge entre les personnes ne dépasse pas trois ans (art. 187(2)). S'il existe un rapport d'autorité entre les personnes, l'âge minimal sera 18 ans (art. 188(1)).

### Turquie
Les articles 103 et 104 du Code pénal turc de 2004 établissent à 18 ans l'âge de la majorité sexuelle. La violation de la loi est passible d'un emprisonnement allant de six mois à vingt deux ans et demi en fonction de l'âge du mineur, l'âge du contrevenant et si ce dernier est un parent, un gardien, un tuteur ou qu'il en a la responsabilité. La législation s'applique à tous, quel que soit le sexe ou l'orientation sexuelle des parties.

#### Historique
Le Code pénal turc de 1927 punissait le rapport sexuel avec une personne n'ayant pas atteint l'âge de la majorité sexuelle mais consentante sous l'accusation d'« acte sexuel non autorisé par la loi ».

### Ukraine
L'âge de la majorité sexuelle est de 16 ans en Ukraine. L'âge de la majorité sexuelle fait l'objet des Articles 155 et 156.
Les actes à caractère sexuel avec des personnes de moins de 16 ans sont considérés comme une "débauche" et sont passibles de poursuite au titre de l'article 156 du code criminel.
L'article 155 du Code Criminel Ukrainien établit que les rapports sexuels avec une personne « immature » est punissable. Est qualifié d'immature, les personnes mineures de 14 ans tel qu'établi par l'article 120CC du code criminel et par la jurisprudence. D'après des articles juridiques et des arrêtés de la cour, les personnes mineures de 14 ans sont considérées comme des enfants par la loi ukrainienne et celles qui sont âgées de moins de 16 ans sont des mineures.

### Royaume-Uni
Le Royaume-Uni est un État souverain régi par les juridictions d'Angleterre et du Pays de Galles, d'Écosse et d'Irlande du Nord. L'âge de consentement ayant cours sur le territoire national ne s'applique pas aux territoires sous sa dépendance.

#### Historique
L'âge de la majorité sexuelle était de 12 ans en 1275. Il est resté inchangé pendant six siècles. Les termes de la loi étaient les suivants : « Il sera jugé illégal de « ravager » une jeune fille qui n'est pas en âge,. » En conséquence, il n'y avait pas d'âge de consentement pour le garçon (à moins que la femme soit adulte, auquel cas s'appliquaient les lois se rapportant aux rapports sexuels avec un mineur etc.). Les lois anglaises deviennent applicables au pays de Galles à la suite de l'Acte d'Union de 1536 et 1543. À cette époque, il n'y avait aucune loi définissant précisément un quelconque âge de consentement au pays de Galles. Une fille était apte à se marier vers 12-14 ans en fonction de son âge pubertaire et le fait de contraindre une fille à se marier était justiciable d'une simple amende. En l'absence de législation, les règles variaient en fonction des statuts et de la condition sociale des protagonistes et les règles ne semblent pas avoir été appliquées avec rigueur aux roturiers.
Le fait que de très jeunes filles aient été vendues à des lupanars a conduit le parlement à porter l'âge de la majorité sexuelle à 13 ans en 1875 par un Acte du Parlement (Sexual Offences Act 1875) qui établit une liste des délits scélérats à l'égard de la personne et sont susceptibles d'être punis comme tels. Après un certain nombre d'articles intitulés The Maiden Tribute to Modern Babylon parus dans les colonnes de la Pall Mall Gazette sous la plume du journaliste anglais William Thomas Stead, le Sexual Offences Act 1855, amendant la loi criminelle, porte l'âge de consentement légal à 16 ans. L'homosexualité masculine est illégale depuis le Buggery Act de 1533 et confirmé par le Sexual Offences Act 1861 et l'amendement à la loi criminelle de 1885 qui étendent la liste des délits scélérats pour y inclure toutes sortes d'activités à caractère homosexuel. Un amendement criminalisant le saphisme a été rejeté par la reine Victoria qui refusait de croire que « des femmes puissent faire de telles choses ». Ceux-là mêmes qui avaient tenté d'introduire l'amendement l'ont également rejeté, comme le fit la Chambre des lords 40 ans plus tard, sous le prétexte que cet amendement aurait pu donner certaines idées aux femmes.
L'homosexualité masculine a finalement été dépénalisée par le Sexual Offences Act 1967, § 1, en même temps que l'âge de la majorité sexuelle était établi à 21 ans pour de tels actes, alors que l'âge de consentement était de 16 ans pour les relations hétérosexuelles. En tout état de cause, cette législation n'est applicable qu'en Angleterre et au pays de Galles.
En 1994, la parlementaire conservatrice Edwina Currie, introduit en seconde lecture du Criminal Justice and Public Order Act 1994, un amendement visant à abaisser l'âge de consentement à 16 ans pour les actes d'homosexualité masculine afin de les aligner sur l'hétérosexualité. L'amendement a été repoussé par 308 voix contre 280. Finalement, un compromis a été trouvé en établissant l'âge de la majorité sexuelle à 18 ans en cas d'homosexualité masculine et voté par 427 voix contre 162. Pendant la discussion, divers amendements ont été déposés visant à niveler l'âge de consentement à 17 ans pour tous, à maintenir cet âge à 21 pour tous les actes à caractère homosexuel, ou encore d'abaisser ce même âge à 16 ans. Tous ces amendements ont été repoussés[réf. nécessaire].
En 1997, à l'issue d'un procès opposant Euan Sutherland au Royaume-Uni, la Cour européenne des droits de l'homme a estimé que la discrimination pour l'âge de consentement légal entre homo et hétérosexuels était contraire aux articles 8 et 14 de la Convention européenne des droits de l'homme. À la suite de cet avis, le gouvernement introduit le Crime and Disorder Bill qui contient une disposition abaissant l'âge de la majorité sexuelle à 16 ans pour toutes les relations à caractère homosexuel. Bien qu'acceptée par la Chambre des communes, la disposition est repoussée par la Chambre des lords. La Sexual Offences (Amendment) Bill, introduite in 1998, contenant une disposition similaire est, à nouveau, rejetée par la Chambre des lords. Le texte, réintroduit en 2000 est adopté malgré l'opposition persistante de la Chambre des lords, en vertu du Parliament Act 1911 qui autorise la Chambre des communes à outrepasser les décisions de la Chambre des lords dans certaines circonstances. Le parlement écossais ayant été établi avant la réintroduction de la disposition en 2000, l'accord de ce parlement était indispensable (en l'absence d'accord, la disposition n'était pas applicable à l'Écosse et l'acte du parlement devenait inutilisable). Finalement, l'amendement à la loi connu sous le nom de Sexual Offences (Amendment) Act 2000 a nivelé à 16 ans la majorité pour tous les actes à caractère sexuel et inclut, explicitement et pour la première fois, le saphisme.
En 2003, la loi sur les délits sexuels énumère les actes relatifs au mariage, entraînant l'enfant à observer des actes sexuels susceptibles d'inciter des enfants à la prostitution ou à la pornographie.

### Pays de Galles
L'âge de la majorité sexuelle est de 16 ans en Angleterre ainsi qu'au Pays de Galles ainsi que spécifié par le Sexual Offences Act de 2003. Il est illégal de partager des actes à caractère sexuel avec un mineur de 18 ans si ce dernier entretient des relations de confiance avec l'auteur du délit (enseignant, gardien, tuteur, etc.)

### Écosse
L'âge de consentement est de 16 ans en Écosse comme spécifié par le Sexual Offences (Amendment) Act 2000. Il est indépendant du sexe et de l'orientation sexuelle des protagonistes,.

#### Historique
La plupart des délits d'ordre sexuel figurent dans le Criminal Law (Consolidation) (Scotland) Act 1995 qui a remplacé la Loi de 1976 concernant les délits sexuels en Écosse (Sexual Offences (Scotland) Act 1976 en anglais). L'âge de la majorité sexuelle est de 16 ans avec des peines aggravées pour les délits portant sur des jeunes filles de moins de 13 ans.
L'homosexualité masculine était illégale en Écosse jusqu'en 1980, date à laquelle elle a été dépénalisée par la Loi de 1980 applicable la cour de justice criminelle d'Écosse § 80 (Criminal Justice (Scotland) Act 1980, s. 80) qui spécifie également à 21 ans l'âge de consentement. Le Criminal Law (Consolidation) (Scotland) Act 1995 abaisse l'âge de la majorité sexuelle à 18 ans pour le porter à 16 ans par le Sexual Offences (Amendment) Act 2000 comme décrit ci-dessus.

#### Évolution récente
Le Sexual Offences (Scotland) Bill, présenté au Parlement par le gouvernement écossais le 17 juin 2008 rend le viol et autres délits sexuels indépendants du sexe. Le projet de loi est basé sur un « brouillon » établi par la Commission des lois écossaise publié au mois de décembre 2007 :
- (en) Scottish Law Commission report;
- (en) Scotland redefines rape law;
- (en) Law Society of Scotland to consider draft rape and sexual offences bill;
- (en) Call us the government, says Salmond;
- (en) Rape law to define consent for the first time;
- (en) Sexual Offences (Scotland) Bill on Scottish Parliament website.

### Gibraltar
À Gibraltar, l'âge légal de la majorité sexuelle est de 16 ans pour les couples hétérosexuel et saphistes alors qu'il est de 18 ans en cas d'homosexualité masculine.

#### Historique
L'homosexualité masculine a été dépénalisée en 1993 à Gibraltar lorsque les dispositions ci-dessus ont été promulguées. Une uniformisation de un âge de consentement à 16 ans devrait bientôt voir le jour pour toutes sortes de relations sexuelles,,.

#### Évolution récente
L'uniformité de l'âge de la majorité sexuelle attend une « requête ». Par le passé, quatre années de débats acharnés ont eu lieu à Gibraltar pour uniformiser de l'âge de consentement légal à 16 ans et n'ont pas abouti malgré la pression du Conseil de l'Europe et de Gordon Brown au Royaume-Uni ; ce dernier souhaitant uniformiser l'âge de consentement à 16 ans pour tous les territoires d'outre-mer. Au mois de février 2008, une proposition de loi allant dans ce sens est déposée au Parlement de Gibraltar sans considération aucune quant au sexe et aux habitudes sexuelles des parties. Depuis 2003, une requête et déposée régulièrement mais est repoussée. Toutefois, on peut raisonnablement supposer que les interventions du Premier ministre de Royaume-Uni, les diverses juridictions européennes, les traités avec l'Union européenne, le Conseil de l'Europe ainsi que la législation en vigueur dans les autres pays Européens aboutiront prochainement à une uniformisation de l'âge de la majorité sexuelle dans ce territoire.

### Guernesey, Aurigny, Herm et Sercq
L'âge de la majorité sexuelle est de 16 ans au bailliage de Guernesey (une dépendance directe de la couronne (voir Îles Anglo-Normandes) incluant les îles d'Aurigny, d'Herm et de Sercq, tandis que l'âge de consentement pour l'homosexualité masculine était de 18 ans jusqu'en 2012.

#### Historique
L'homosexualité masculine a été dépénalisée en 1983 avec un âge de la majorité sexuelle établi à 21 ans. En 1999, cet âge a été abaissé à 18 ans alors qu'il était de 16 pour les relations hétérosexuelles et le saphisme[réf. nécessaire]. Dans un but d'uniformité, l'âge de consentement a été abaissé à 16 ans et rendu indépendant du sexe et de l'orientation sexuelle des protagonistes en 2012.

#### Évolution
Depuis l'année 2005, plusieurs débats ont eu lieu au Parlement de Guernesey sur le sujet. Une proposition de loi a été déposée en 2011 pour établir l'âge de la majorité sexuelle à 16 ans pour tous sans nécessiter de « requête ». Cette loi a été approuvée en 2012.

### Île de Man
L'âge de la majorité sexuelle a été abaissé à 16 ans sur l'Île de Man (une dépendance directe de la couronne) par un amendement en date du 1er septembre 2006.

#### Historique
La sodomie était illégale avant le mois de septembre 1992. Une législation datant du mois d'octobre 1992 porte l'âge de donner un consentement valable pour cet acte à 21 ans (en harmonie avec la législation prévalant au Royaume-Uni à cette date). Cet âge était abaissé à 18 ans en 1997 puis à 16 pour tous et indépendamment du sexe et de l'orientation sexuelle de parties.

### Irlande du Nord
L'âge légal de la majorité sexuelle est de 16 ans. Il est indépendant du sexe ou de l'orientation sexuelle tel que spécifié par le Sexual Offences (Northern Ireland) Order 2008. L'âge de consentement était de 17 ans jusqu'en 2008, date à laquelle il a été abaissé à 16 afin de l'harmoniser avec le reste du Royaume-Uni.
- Criminal Law Amendment Act 1885 : « Toute personne qui: (1) a des relations charnelles illégalesou tente d'avoir des relations charnelles illégales avec une quelconque fille...mineure de [dix-sept ans] commet un délit[98]. »[99];
- Criminal Law Amendment Act (Northern Ireland) 1923 : « Il n'y aura aucune justification à une accusation ou à une inculpation pour un attentat à la pudeur sur un enfant ou une jeune personne mineure de [dix-sept] ans à moins de prouver qu'il ou elle était consentante[100]. »[101];
- Sexual Offences (Amendment) Act 2000 : « Substituer le mot dix-sept (17) au mot dix-huit (18) aux paragraphes (1) et (5) du Homosexual Offences (Northern Ireland) Order 1982 traitant des actes à caractère homosexuel en privé[102]. »[103];

#### Historique
L'homosexualité masculine était illégale en Irlande du Nord jusqu'en 1982 date à laquelle elle a été dépénalisée par l'Homosexual Offences (Northern Ireland) Order 1982 qui spécifie un âge pour la majorité sexuelle égal à 21 ans. Ce changement fait suite aux attendus d'un jugement rendu par la Cour européenne des droits de l'homme dans une affaire qui opposait Jeffrey Dudgeon, préposé aux expéditions et militant homosexuel à Belfast (Irlande du Nord). La Cour considère que l'interdiction de relations homosexuelles était contraire à l'article 8 de la Convention européenne des droits de l'homme. L'âge de la majorité sexuelle est abaissé à 17 ans pour l'homosexualité masculine, en conformité avec celui consenti pour les relations hétérosexuelles (Amendement de 2000 concernant les délits sexuels, paragraphe 1 (Sexual Offences (Amendment) Act 2000, s.1). Alors que l'âge de la majorité sexuelle est de 17 ans, l'âge légal requis pour se marier (avec le consentement des parents) est de 16 ans. Toutefois, le paragraphe 1 du Age of Marriage Act (NI) 1951 prévoit une exception pour un mari qui a des rapports sexuels avec sa femme âgée de 16 ans.

### Jersey
L'âge de la majorité sexuelle est de 16 ans à Jersey (une dépendance directe de la couronne). Il résulte d'un amendement de 2007.

#### Historique
La sodomie était illégale à Jersey avant 1990 aussi bien pour les hommes que pour les femmes. L'âge de consentement pour les actes à caractère homosexuel (autres que la sodomie) était le même que pour les actes hétérosexuels. À partir de 1990, la sodomie a été dépénalisée entre personnes de sexe masculin consentantes à condition qu'ils soient âgés d'au minimum 21 ans (l'âge de consentement était de 21 ans au Royaume-Uni pour tous les actes à caractère sexuel entre personnes de sexe masculin). En 1995, l'âge de la majorité sexuelle pour la sodomie est abaissé a 18 ans par la Loi de 1995 concernant les délits sexuels commis à Jersey (Sexual Offences (Jersey) Law 1995). En 2007, l'âge de consentement est abaissé à 16 ans pour tous les actes à caractère sexuel (y compris la sodomie) sans tenir compte ni du sexe ni de l'orientation sexuelle des personnes.

### Vatican
L'article 331 (1) de la loi fixe un âge de consentement uniforme à 12 ans depuis 1929, lorsque le Vatican a introduit la même loi que le Codice Penale d'Italie. Lorsqu'une relation de dépendance ou d'autorité (enseignant/élève par exemple) a été établie entre les deux personnes, cet âge est de 15 ans (article 331 (2)).
Ces articles s'appliqueraient en principe aux relations hétérosexuelles.
L'âge de la majorité sexuelle au Vatican fait débat, entre ceux qui affirment que 12 ans reste la limite légale, et ceux qui disent que l'état du Vatican suit le code civil italien. Pour ceux-ci, par les accords du Latran, le code pénal du Vatican suit celui de l'Italie. Aussi, lorsque le code pénal italien a fait passer la majorité sexuelle de 12 à 14 ans, celui du Vatican aurait suivi. Cette vue se base sur la Loi sur les sources du droit du 7 juin 1929. Dans l'article 3, il est déterminé qu'aux affaires pénales l'État du Vatican utilise les lois italiennes, si elles n'entrent pas en conflit avec les lois ecclésiastiques et les lois particulièrement adoptées par le Pape pour le Vatican.
L'Église catholique interdit les relations sexuelles extraconjugales ; pour le mariage, l'âge minimum pour les femmes est de 14 ans, et 16 ans est requis pour les hommes. Les conférences épiscopales peuvent exiger des âges supérieurs.

### Webographie conseillée
- (de) Recht, was ist erlaubt? (What is permitted?) Comparaison entre lois des codes pénaux en Allemagne, Autriche et Suisse
- (ru) « Code pénal biélorusse »(Archive.org • Wikiwix • Archive.is • Google • Que faire ?) (Les articles importants ont été transformés en lois le 4 mai 2005 - Registre National d'actes légaux de Biélorussie, 2005 no 74, 2/1112)
- (en) Sexual Offences (Jersey) Law 1990. Loi dépénalisant la sodomie et établissant l'âge de consentement à 21 ans)
- (en)Sexual Offences (Amendment) (Jersey) Law 1995. L'âge de la majorité sexuelle au regard de la sodomie est abaissé à 18 ans par cet amendement
- (en) Sexual Offences (Jersey) Law 2007. Cette loi établit à 16 ans l'âge de consentement pour tous les actes à caractère sexuels nonobstant le sexe ou/et les orientations sexuelles des protagonistes.
- Equalisation of age of consent angers Northern Ireland politicians (« L'égalisation de l'âge de consentement mécontente les policiers d'Irlande du Nord »);
- Lords votes for lower consent age (« La Chambre des lords vote pour un abaissement de l'âge de consentement »)
- (en) « Lois concernant les attentats à la pudeur en Grèce »(Archive.org • Wikiwix • Archive.is • Google • Que faire ?) sur le site d'Interpol
- States to decide gay consent age (5 mai 2007).
- Call to prioritise social laws (14 avril 2007).
- Guernsey's second shot at an equal age of consent (29 mars 2007).
- Gay consent age decided 'later' (28 march 2007).
- Guernsey may lower gay age of consent (18 juillet 2006).
- Island to debate consent age drop (17 Juillety 2006).
- Teenager challenges gay sex law (21 décembre 2005).
- Guernsey lowers gay sex age to 18 (28 janvier 1999).
- Guernsey Votes On Gay Sex Age (28 janvier 1999).
- (en) GGR takes Discrimination Violations to Council of Europe Ministers (11 janvier 2008)
- (en) Gibraltar gays take age of consent fight to Europe (10 janvier 2008)
- (en) Council of Europe Publishes Gibraltar Gay Discrimination Issue (9 janvier 2008)
- (en) GWA states it can fight its own battles after Council of Europe officially tables Gib discrimination issue (8 janvier 2008)
- (en) GGR takes Discrimination Violations to Council of Europe Ministers (8 janvier 2008)
- (en) Govt has ‘no right to spy in bedrooms’ (16 novembre 2007)
- (en) Cashman Confirms Brown to Look Into Age of Consent Issue (22 octobre 2007)
- (en) GGR: “No 6 is in Denial” (22 octobre 2007)
- (en) PM pledges action on Gibraltar age of consent (17 octobre 2007)
- (en) "Interventions work best when confrunting issues head-on" (16 octobre 2007)
- (en) GGR Welcomes British PM’s Intervention on Age of Consent (16 octobre 2007)
- (en) Gay Rights Group Welcomes Intervention of British Prime Minister (16 octobre 2007)
- (en) MEP Cashman to Raise Gib Equality Issue Personally with PM Gordon Brown (9 octobre 2007)
- (en) GGR Makes Submission to UK Parliament (9 octobre 2007)
- (en) Gay Age of Consent Equality: ‘We Have Given Gibraltarian Government Long Enough’ (8 octobre 2007)
- (en) Tatchell slams Gibraltar over gay rights (3 octobre 2007)
- (en) Gibraltar gay rights record criticised (29 janvier 2007).
- (en) Étude de la loi (interprétation légale des lois actuelles ainsi que le quelques lois antérieures)
- (ru) Code des délits de la fédération de Russie:
- (en) Code Civil de la fédération de Russie (traduction anglaise officielle)
- (en) Code Criminel de la fédération de Russie (traduction anglaise officielle);
- (en) Criminal Code of the Russian Federation, chapitre 18
- (uk) Code criminel ukrainien.
- (en) Criminal Law Amendment Act 1885
- (en) Sexual Offences Act (Amendment) Act 2000